# Rømskog
Rømskog er en tidligere kommune i Østfold fylke i Norge. Den grænser i vest og nord til Aurskog-Høland, i øst og syd-øst til Sverige og i syd til Marker. Højeste punkt er Slavasshøgda, 336 moh., som også er det højeste punkt i Østfold fylke. 
Kommunen blev i 1902 skilt ud fra Rødenes som selvstændig kommune.
Ved komunalreformen  i Norge 2020 blev Rømskog lagt sammen med Aurskog-Høland kommune.
Rømskog er med sine knap 700 indbyggere den mindste kommune på Østlandet og blandt de mindste på landsbasis. Rømskog har været beboet siden tidlig stenalder. De første gårde blev bygget ca. 500 f.Kr., men det antages at der har været drevet husdyrhold allerede for 4000-5000 år siden. Gårdene Flaten og Bøen er formentlig blandt de ældste i bygden og mange af nutidens gårde stammer fra vikingetiden. 
De fleste af elvene i Rømskog munder ud i svenske farvande. Den øgende savværksvirksomhed i Halden i 15-1600-tallet og tømmerflådningen på Haldenvassdraget spredte sig fra år 1700 også til at omfatte Rømskog. Flådningen, der foregik i Rømsjøen, Langvannet og videre gennem Sverige og derfra over til Haldenkanalen igen ved Otteid, tog lang tid og kunne indimellem forårsage både praktiske og politiske vanskeligheder.

## Friluftsliv
Kommunen har over 100 søer og moser med rige fiske-, og jagtmuligheder på blandt andet elg og los. Det findes mærkede turstier og der er muligheder for orienteringsløb i sommerhalvåret. 
Kommunevåbenet forestiller en tømmersaks som henviser til den vigtigste næringsvej i kommunen, skoven. Kommunen har 12.900 hektar produktiv skov og to savværker.

## Kultur
Kommunen har et rigt kulturliv, med over 30 foreninger som omfatter alt fra musikkorps og kor til 4H, idrætshold og jagt- og fiskeforening.

### Sandemskolen
Sandemskolen blev bygget i 1922 og er i dag kunstgalleri som drives af billedkunstneren og kunsthåndværkerne Arne Lindaas og Guri Lindaas.
Galleriet har blandt andet en permanent samling malerier av Waldemar Lindaas, som var Arne Lindaas' far.

### Trosterud skolemuseum
Denne skolestue blev bygget i 1860'erne, efter Skoleloven af 1860 som pålagde kommunerne at bygge og drive faste skoler. Skolen havde to rum, skolestue og køkken med sovealkove, og havde fast lærer som boede i skolestuen. Skolen var i drift frem til 1940 og i 1977 blev bygningen sat i stand som skolemuseum.

## Haukenesfjeldet brandvagttårn
Østfold Skovselskab byggede det første Haukenesfjeldet brandvagttårn i 1909 for at hindre større skovbrande. Tårnet ligger 335 moh. Brandvagttjenesten ophørte i midten af 1970'erne, og tårnet er i dag et udsigtstårn, hvor man på klare dage har udsigt til Sverige, Marker og Aurskog-Høland.